# ريكاردو فلوريس
كان سيبريانو ريكاردو فلوريس ماغون (بالإسبانية: Cipriano Ricardo Flores Magón)، (يُعرف باسم ريكادرو فلوريس ماغون؛ وُلد في يوم 16 سبتمبر من عام 1874 – وتوفي في يوم 21 نوفمبر من عام 1922) لاسلطويًا (أناركيًا) مكسيكيًا بارزًا وناشط إصلاح اجتماعيًا. كان أخواه إنريكي وخيسوس ناشطين سياسيين أيضًا. كان يُعرف أتباع الأخوة فلوريس ماغون بالماغونيين. يُعتبر مساهمًا مهمًا في الحركة الاجتماعية التي أطلقت شرارة الثورة المكسيكية.

## سيرته الذاتية
وُلد ريكاردو في يوم 16 سبتمبر من عام 1874، في سان أنتونيو إيلوكسوشيتلان، واهاكا، مجتمع من شعب ميزاتيك الأصليين. كان والده تيودورو فلوريس، هنديًا من شعب زابوتيك ووالدته مارغريتا ماغون من شعب ميسيتثيو. التقى الاثنان في عام 1863 أثناء حصار بويبلا وقتما كان كلاهما يحمل ذخيرة للجنود المكسيكيين.
بحث ماغون في أعمال وكتابات العديد من الأناركيين الأوائل، مثل ميخائيل باكونين، وبيير جوزيف برودون، لكنه تأثر بالأناركيين المعاصرين أيضًا مثل إليزيه ريكولوس، وشارل مالاتو، وإريكو مالاتيستا، وأنسلمو لورينزو، وإيما غولدمان، وفيرناندو تاريدا ديل مارمول. كان أكثر تأثره ببيتر كروبوتكين. قرأ أيضًا من أعمال كارل ماركس وهنريك إبسن.
كان واحدًا من كبار مفكري الثورة المكسيكية والحركة الثورية المكسيكية في الحزب الليبرالي المكسيكي. نسق فلوريس ماغون مع عمال العالم الصناعيين وحرر الصحفية الأناركية المكسيكية الإحياء، التي أثارت العمال ضد ديكتاتورية بورفيريو دياز.
لعب كتاب الاستيلاء على الخبز لكروبوتكين، الذي اعتبره فلوريس ماغون كتاب الأناركية المقدس إلى حد ما، دور أساسٍ للكوميونات الثورية قصيرة الأجل في ولاية باها كاليفورنيا إبان ثورة «الماغونيين» في عام 1911.
كان الأخوة ماغون من عائلة متواضعة الموارد في واهاكا ودرس ثلاثتهم القانون في المدرسة الوطنية للفقه القانوني (أصبحت اليوم كلية القانون في الجامعة الوطنية المستقلة في المكسيك). ارتاد ريكاردو بداية المدرسة الثانوية الوطنية التحضيرية. خلال هذا الوقت، شارك في معارضة الطلاب للرئيس بورفيريو دياز وسُجن خمسة أشهر. ورغم ذلك، تخرج ثم انتقل إلى الكلية الوطنية للقانون. أثناء وجوده هناك، عمل مدققًا للصحيفة الطلابية الديمقراطي وبالكاد هرب من الاعتقال عندما اعتقلت الشرطة الطاقم كله. بقي مختبئًا لثلاثة أشهر لكنه تابع دراسته وتلقى شهادة في القانون عام 1895 ونجح في امتحانات كلية الحقوق ونقابة المحامين المكسيكية. عمل في القانون لفترة وجيزة ثم تابع في الدراسات العليا لكنه طُرد من الكلية عام 1898 بسبب نشاطاته السياسية. في عام 1900، أسس وأخوه خيسوس صحيفة الإحياء حيث كتب ريكاردو عددًا كبيرًا من المقالات التي هاجم فيها دياز. كتب مقالات لصالح مطبوعات المعارضة الدورية أيضًا إكسلسيور، الجمهورية المكسيكية، ونجل أهويزوت. انضم إلى الحزب الليبرالي المكسيكي في عام 1900.

## التعليم
تعلم في Faculty of Law, National Autonomous University of Mexico ‏.

## روابط خارجية
- ريكاردو فلوريس على موقع الموسوعة البريطانية (الإنجليزية)